# Ibei HaNahal
Ibei HaNahal (en hebreo: איבי הנחל) es un puesto de avanzada y un asentamiento israelí ubicado en el bloque de asentamientos de Gush Etzion situado en la Cisjordania ocupada por Israel. Sus habitantes establecieron el asentamiento como una ecoaldea. El puesto de avanzada se encuentra bajo la jurisdicción del Consejo Regional de Gush Etzion. La comunidad internacional considera que los asentamientos israelíes en Cisjordania son ilegales según el derecho internacional, pero el gobierno israelí no está de acuerdo con esta afirmación.